# Leonel Di Plácido
Leonel Di Plácido, también conocido como "Mochila" (Buenos Aires, Argentina, 28 de enero de 1994) es un futbolista profesional argentino que se desempeña en las posiciones de lateral derecho o volante en Sport Recife.

## Trayectoria
Di Plácido debutó en la 9.ª fecha del Torneo Final 2014, frente a Rosario Central, con Ricardo Rodríguez como Entrenador. Si bien su equipo no logró conservar su lugar en la Primera División de Argentina, su aparición fue un hecho positivo en Floresta, sobre todo por las cualidades para aportar en ataque desde la banda. Es más, esos atributos le permiten desempeñarse también como Volante. En apenas 11 partidos sumó un gol, lo cual confirma su decisión de mostrarse como descarga profunda.
Tras ese buen comienzo en All Boys, a principios del 2016, Di Plácido pasó a préstamo a Atlético Tucumán, donde fue el lateral derecho titular del equipo tucumano que sorprendió con su participación en la Copa Libertadores 2017. Tras eliminar a El Nacional y al Junior y clasificar a la fase de grupos, Atlético Tucumán no pudo avanzar de fase.
A mediados de 2017, tras ese gran paso por Atlético Tucumán, Di Plácido finalizó su préstamo y volvió a All Boys, para luego ser adquirido en su totalidad por Lanús.

## Selección nacional

#### Selección mayor
El 17 de agosto de 2018 fue convocado por Lionel Scaloni para enfrentar a Guatemala y Colombia en Estados Unidos, aunque no logró debutar.

## Clubes
| Equipo                                  | Div.                | Temporada           | Liga  | Liga  | Copa Nacional(1) | Copa Nacional(1) | Copa Internacional | Copa Internacional | Total | Total |
| Equipo                                  | Div.                | Temporada           | Part. | Goles | Part.            | Goles            | Part.              | Goles              | Part. | Goles |
| All Boys Argentina                      | 1.ª                 | 2013-14             | 11    | 1     | 1                | 0                | -                  | -                  | 12    | 1     |
| All Boys Argentina                      | 2.ª                 | 2014                | 14    | 1     | -                | -                | -                  | -                  | 14    | 1     |
| All Boys Argentina                      | 2.ª                 | 2015                | 34    | 0     | 1                | 0                | -                  | -                  | 35    | 0     |
| All Boys Argentina                      | Total               | Total               | 59    | 2     | 2                | 0                | -                  | -                  | 61    | 2     |
| Atlético Tucumán Argentina              | 1.ª                 | 2016                | 4     | 0     | -                | -                | -                  | -                  | 4     | 0     |
| Atlético Tucumán Argentina              | 1.ª                 | 2016-17             | 26    | 0     | 1                | 0                | 9                  | 0                  | 36    | 0     |
| Atlético Tucumán Argentina              | Total               | Total               | 30    | 0     | 1                | 0                | 9                  | 0                  | 40    | 0     |
| Lanús Argentina                         | 1.ª                 | 2017-18             | 6     | 0     | -                | -                | 0                  | 0                  | 6     | 0     |
| Lanús Argentina                         | 1.ª                 | 2018-19             | 24    | 1     | 2                | 0                | 2                  | 0                  | 28    | 1     |
| Lanús Argentina                         | 1.ª                 | 2019-20             | 21    | 0     | 4                | 0                | -                  | -                  | 25    | 0     |
| Lanús Argentina                         | 1.ª                 | 2020                | 0     | 0     | 6                | 0                | 4                  | 0                  | 10    | 0     |
| Lanús Argentina                         | 1.ª                 | 2021                | 0     | 0     | 4                | 0                | -                  | -                  | 4     | 0     |
| Lanús Argentina                         | 2022                | 0                   | 0     | 10    | 0                | 3                | 0                  | 13                 | 0     |       |
| Total                                   | Total               | Total               | 51    | 1     | 19               | 0                | 16                 | 0                  | 86    | 1     |
| Total en su carrera                     | Total en su carrera | Total en su carrera | 140   | 3     | 22               | 0                | 25                 | 0                  | 187   | 3     |
| (1) Incluye datos de la Copa Argentina. |                     |                     |       |       |                  |                  |                    |                    |       |       |

Fuente: Fichajes.com